# Хаити
Република Хаити (на френски: République d'Haïti, Аѝти) е държава разположена в западната част на остров Испаньола. Той се намира в Карибско море, като по-голямата му източна част е заета от съседната Доминиканска република. Столица е Порт о Пренс. Населението наброява 9 035 536 души (2009).
Името на страната има древен индиански произход. Дадено му е от коренното население – Ayiti означава Планинска земя. Републиката е най-бедната държава в западното полукълбо и е една от най-бедните, нестабилни и неуправляеми страни в света. Цялата история на Хаити от създаването на държавата до днес е съпътствана от глад, стихийни бедствия и държавни преврати.

## География
Република Хаити е разположена в западната, най-разчленена част на остров Хаити, който е 2-ри по големина след остров Куба в Големите Антилски острови. Северните ѝ брегове се мият от Атлантическия океан, а западните и южните – от Карибско море. На изток Хаити граничи с Доминиканската република, като дължината на границата е 375 km. На северозапад Наветреният проток (80 km) я отделя от Куба, а на югозапад протокът Ямайка (200 km) – от остров Ямайка. В протока е разположен безлюдния остров Наваса, владение на САЩ. В тези си граници площта на Хаити съставлява 27 750 km².
Крайни точки:
- крайна северна точка – 20°05′23″ с. ш. 72°48′23″ з. д. / 20.089722° с. ш. 72.806389° з. д., на остров Тортуга.
- крайна южна точка – 18°01′18″ с. ш. 73°52′22″ з. д. / 18.021667° с. ш. 73.872778° з. д., нос Абаку.
- крайна западна точка – 18°24′57″ с. ш. 74°28′51″ з. д. / 18.415833° с. ш. 74.480833° з. д..
- крайна източна точка – 19°12′23″ с. ш. 71°37′18″ з. д. / 19.206389° с. ш. 71.621667° з. д., граница с Доминиканска република.

### Брегова линия, острови
Бреговата линия на Хаити е предимно висока, скалиста и силно разчленена, нейната обща дължина е 1771 km, което я прави втората по дължина на Антилските острови след тази на Куба. На северозапад навътре в океана се вдава Северозападния полуостров (дължина около 80 km), а на югозапад е разположен дългия 230 km и тесен полуостров Тибюрон. Между двата полуострова е разположен големия залив Гонав. Край бреговете на Хаити се намират и няколко десетки острова, като най-големите са Гонав (690 km², в залива Гонав), Тортуга (180 km², край северното крайбрежие) и Ваш (52 km², южно от п-ов Тибюрон.

### Релеф, геоложки строеж, полезни изкопаеми
Територията на страната е заета главно от ниски и средновисоки планини, разделени от малки и тесни крайбрежни равнини и речни долини. От запад-северозапад на изток-югоизток се простират хребетите: Северен (Massif du Nord), който е продължение на главния планински масив на острова Кордилера Сентрал (Cordillera Central) и Северното плато (Plaine du Nord). На юг от Северния масив е разположено Централното плато Plateau Central. На юг от него са успоредно простиращите се хребети Монтан Нуар, Мато, От и Сел с връх Ласел 2680 m, най-високата точка на страната. Северно от масива Сел се намира дълбока падина, която на изток, на територията на Доминиканската република е на -42 m морското равнище. Територията на Хаити е изградена основно от кредни и палеоген-неогенови скали. С последните са свързани големите находища на боксит, с достоверни и вероятни запаси около 23 млн.т и със съдържание на алуминий 45 – 55%. Островът се намира в силно сеизмична зона и често е разтърсван от земетресения. Земетресението от 12 януари 2010 г. с магнитуд 7 по скалата на Рихтер взима повече от 170 000 жертви.

### Климат, води
Климатът на страната е тропичен, пасатен. Средните месечни температури варират от 22 до 28°С. Годишната сума на валежите по наветрените североизточни склонове достига до около 2000 mm, а на подветрените и в падините – от 500 до 800 mm. Максимумът на валежите е през пролетта и есента. От планините се спускат многочислени къси и бурни реки с множество прагове и водопади. Най-големите реки на Хаити са: Артибонит (240 km) с десния си приток Гуаямук (113 km), Бланш (100 km), Кюл дьо Сак. В дълбоката падина, на 17 m н.в. е разположено езерото Соматр (170 km²).

### Почви, растителност
Почвите в Хаити са предимно кафеникаво-червени и планински кафеникаво-червени фералитизирани. Преобладават листопадните (през сухата зима) тропически гори, а южните части са заети от вечнозелени тропически гори, с ценни дървесни видове (кампешево дърво, махагоново дърво, кралска палма и др.). По долината на река Артибонит са развити бодливи храсти и кактуси.

## История
Островът, в чиято западна част е разложена република Хаити, е открит на 6 декември 1492 г. от Христофор Колумб. Колонизиран е от испанците и го наричат Еспаньола. По-късно през 1697 г. Испания отстъпва на Франция западната му част. През 1795 г. целият остров става френско владение.
Както в цяла Америка, местното население намалява вследствие на болестите, донесени от европейците и европейската жестокост.
Хаити е най-богатата френска колония на запад. Вдъхновени от Френската революция, робите вдигат въстание срещу метрополията през 1791 г., известно като Хаитянска революция. Тя продължава от 1791 до 1803 година начело с Ф. Тусен Лувертюр. След 12 години борба за свобода те успяват да победят. През 1804 г. е провъзгласена независимостта на страната. По този начин Хаити става първата „черна република“. Тя придобива и настоящето си име – Хаити – според индианското име на острова. Това е единствената страна, която печели независимостта си чрез въстание на роби.
През 1825 г. френският крал Шарл X праща флота към  Хаити да плати 150 милиона франка, пропуснати ползи от робството, за да признае независимостта ѝ. Френският аболиционист Виктор Шьохлер пише: „Налагането на данък на победилите роби е все едно да ги накарат да платят с пари за това, което са платили с кръвта си.“ През 1844 година в източната част на острова е образувана Доминиканската република.
Между 1915 и 1934 г. Хаити е окупирана от САЩ. По-късно от 1941 до 1945 г. САЩ превръщат Хаити в своя военна и продоволствена база по време на Втората световна война.
От 1957 до 1986 г. държавата е под диктатурата на Франсоа Дювалие и семейството му. През 1971 г. синът му Жан Клод Дювалие е провъзгласен за президент. На 6 октомври 1986 г. е свален от власт. На власт идва Национален правителствен съюз. През 1988 г., след безкръвен преврат, за президент се обявява ген. П. Аврил. Само две години по-късно през 1990 г. е свален от власт. Установено е гражданско правителство на прехода с президент Ж. Б. Аристид, който с военен преврат е свален от власт през 1991 г.
През 1993 г. е осъществен мирен проект на ООН (Хаити е член на ООН от 1945 г.) за връщане на властта на законния президент Аристид, който от 1994 година отново заема позицията. От 1996 г. президент е Р. Г. Превал, който присъединява Хаити към ОАД (Организация на американските държави).

## Административно деление
Хаити е разделена на 10 департамента. Те са разделени на 41 окръга и 133 общини.
| 1. Артибонит (Гонаив) 2. Централен департамент (Инш) 3. Гран'Анс (Жереми) 4. Нип (Мирагоан) 5. Северен (Кап Аитиен) 6. Североизточен (Фор Либерте) 7. Северен Уест (Порт дьо Пе) 8. Уест (Порт о Пренс) столичен департамент 9. Югоизточен (Жакмел) 10. Южен (Ле Кайес) |

## Население

### Етнически състав
В расово отношение съставът на населението в Хаити е почти еднороден – 95% от населението са потомци на чернокожи бивши роби докарани на острова от Източна Африка още през колониално време. Останалите 5% са мулати и потомци на араби (предимно сирийци и ливанци) и европейци с френски, полски, немски, италиански и испански произход като последните представляват най-голямата част от жителите с европейски произход. Основно те са преселници от Куба и Доминиканската република. Много малка част от населението е с азиатски произход. Чернокожите говорят на креолски език. Основната религия в Хаити е християнството, но половината от населението изповядва и вуду.

### Динамика и структура на населението
Прираста на населението през 2009 г. е 1,838%. Смъртността от 1992 година се е понижила от 15 до 8,65 на 1000 души, а раждаемостта съответно от 42 до 29,1. За същия период детската смъртност също се е понижила от 104 до 63,83 на 1000 новородени.
Децата до 15 години са 42,1% от населението в страната, хора в трудоспособна възраст (15 – 65 години) – 54,4%, а възрастните над 65 години – 3,5%
Средната продължителност на живота е 59 години за мъжете и 63 години за жените.

### Хаитянска диаспора
Подобно на всички бедни Карибски нации и хаитяните образуват големи диаспори от легални и нелегални имигранти в съседните страни. Милиони хаитяни живеят основно в Доминиканската република, Бахамите, Куба, Белгия, Канада, Франция, Сен Мартен, Венецуела, и САЩ.
Най-голямата част от хаитянската диаспора в САЩ живее в Маями в анклав наречен `Малкото Хаити`. Втората по големина комуна живее в Ню Йорк. По-малобройни комуни от хаитянски емигранти има в Бостън, Чикаго, Ню Джърси и в множество урбанизирани райони на Флорида.

## Икономика
Хаити е най-слабо развитата страна в Централна Америка и Южна Америка и е сред най-бедните страни в света.

### Селско стопанство
Със селскостопанския сектор са заети 2/3 от населението, а обработваемите земи са 1/3 от територията на страната. Развитието на селското стопанство е затруднено поради особеностите на релефа. Кафето е основен продукт произвеждан главно за износ. Произвеждат се и картофи, ориз, банани, царевица, цитрусови плодове и захарна тръстика.

### Промишленост
В Хаити са открити находища на злато, боксит и мед, но те са слабо усвоени и добивът е в малки количества. Главните отрасли на промишлеността са хранителна, циментова и др.

### Транспорт
Дължината на автомобилните пътища е около 4 хил. километра, но голямата им част не е асфалтирана. Поради тази причина повечето от пътищата стават непроходими през влажния сезон. Между главните градове в страната са изградени пътища с твърда настилка, свързани са и с железопътни линии.

### Търговия
- Износ: кафе, банани, захар, манго
- Внос: автомобили, храни, гориво